# OpenNN
OpenNN (Open Neural Networks Library) ist eine Programmbibliothek geschrieben in C++, die ein künstliches neuronales Netz implementiert. Die Bibliothek ist Open Source, bei SourceForge gehostet und unter GNU Lesser General Public License gestellt.

## Geschichte
Die Entwicklung begann im Jahr 2003 im International Center for Numerical Methods in Engineering (CIMNE) der Universitat Politècnica de Catalunya mit RAMFLOOD, einem von der Europäischen Union finanzierten Forschungsprojekt. Derzeit wird OpenNN vom Start-up-Unternehmen Artelnics weiterentwickelt.
2014 wurde OpenNN von Big Data Analytics Today als das Projekt mit der besten Umsetzung einer künstlichen Intelligenz ausgezeichnet. Im selben Jahr wurde es von ToppersWorld unter die Top 5 der Open Source Data Mining Tools gewählt.

## Anwendung
OpenNN implementiert Data-Mining-Methoden als ein Bündel von Funktionen. Diese können in anderen Softwarewerkzeugen unter Verwendung einer Programmierschnittstelle (API) zwischen dem Softwaretool und den Aufgaben zu Predictive Analytics eingebettet werden. Es fehlt dabei eine grafische Benutzeroberfläche, jedoch sind einige Funktionen zur Unterstützung von spezifischen Visualisierungsprogrammen enthalten.
OpenNN kann für Maschinelles Lernen, Data-Mining und Predictive Analytics-Aufgaben in verschiedenen Bereichen eingesetzt werden. So findet die Bibliothek in den Ingenieurwesen, der Energieforschung, der Chemie und sonstigen Sektoren Anwendung.